# Zelzatebrug
Die Zelzatebrug ist eine Straßenbrücke über den Kanal Gent–Terneuzen in der belgischen Stadt Zelzate, Provinz Ostflandern. Die Brücke führt vier Fahrstreifen des Ring 4 (R4) und ist eine von drei beweglichen Brücken über den Kanal. Die 1968 eröffnete Klappbrücke zählt mit 62 m Spannweite zu den 120 längsten Klappbrücken der Welt und wird täglich 20 bis 30 Mal für den Schiffsverkehr geöffnet.

## Geschichte
Mitte des 16. Jahrhunderts wurde die Stadt Gent über einen Kanal mit dem Mündungsdelta der Westerschelde verbunden und erhielt so eine direkte Verbindung zur Nordsee. Dazu grub man einen Kanal zum heutigen Sas van Gent (dt. Schleuse nach Gent), wo dieser über eine Schleuse an den Seitenarm Sassevaart des kleinen Meeresarms Braakman angeschlossen wurde. Der Braakman versandete über die Jahrhunderte, was sich durch die verstärkte Gewinnung von Neuland im 19. Jahrhundert beschleunigte. In den 1820er Jahren begann man mit dem Bau eines Kanals vom Sassevaart nach Terneuzen, wodurch bis 1827 eine durchgehende Verbindung nach Gent über Sluiskil, Sas van Gent und Zelzate verwirklicht wurde. Durch die stetige Vergrößerung der Schiffe entstand in der Folgezeit mehrfach die Notwendigkeit der Vertiefung und Verbreiterung, um die Durchfahrt zum Hafen von Gent sicherzustellen. Größere Ausbaumaßnahmen wurden in den 1880er, 1910er und 1960er Jahren durchgeführt und die Breite auf dem belgischen Teilstück schrittweise von ursprünglich 25 m auf 65 m, 100 m und schließlich auf 200 m erhöht. Dies führte in Zelzate erstmals 1894 zu einer Verlegung des Kanals um etwa 150 m nach Westen. Als Belgien und die Niederlande 1960 den letzten großen Ausbau beschlossen, sollte der Verlauf in Zelzate erneut verlegt werden. In Terneuzen wurden neue Schleusen gebaut und die Schleusen in Sas van Gent für die Kanalverbreiterung abgerissen. Das neue Kanalbett in Zelzate entstand etwa 500 m westlich des alten, das daraufhin zugeschüttet wurde. Für den Eisenbahn- und Straßenverkehr wurden in den 1960er Jahren über den neuen Kanal Gent–Terneuzen zudem drei große Brücken gebaut, zwei Drehbrücken auf niederländischer Seite in Sas van Gent (Brug Sas van Gent) und Sluiskil (Sluiskilbrug) und eine Klappbrücke über den belgischen Teil in Zelzate.

Karte von Flandern von 1712, links die Verbindung zwischen Gent und dem Braakman, mittig Sas van Gent darunter Zelzate (Selsaete)
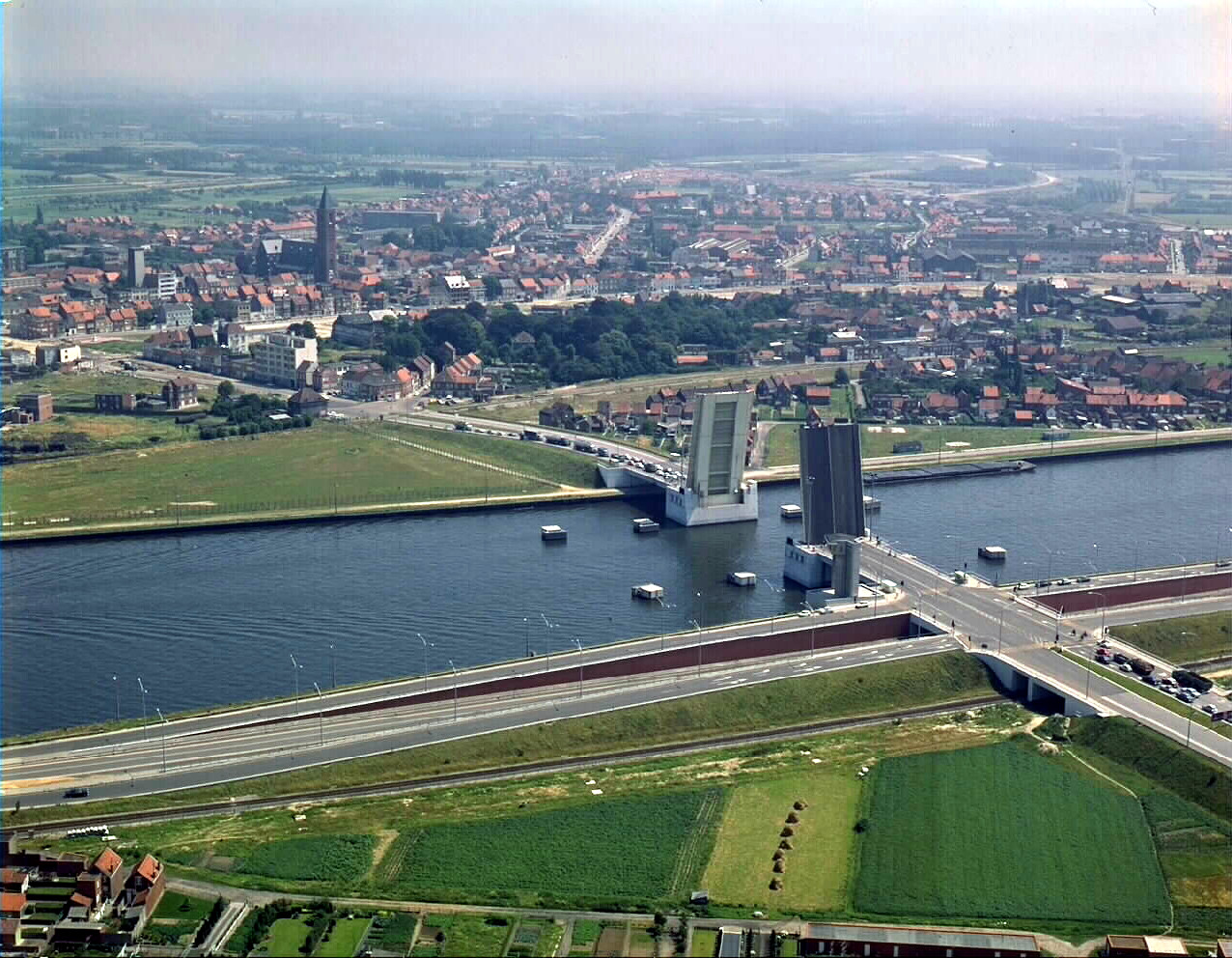
Zelzate mit dem Kanal Gent–Terneuzen und der Zelzatebrug im Vordergrund im Jahr 1970, die Freiflächen im Hintergrund sind der verfüllte Kanalverlauf von 1894
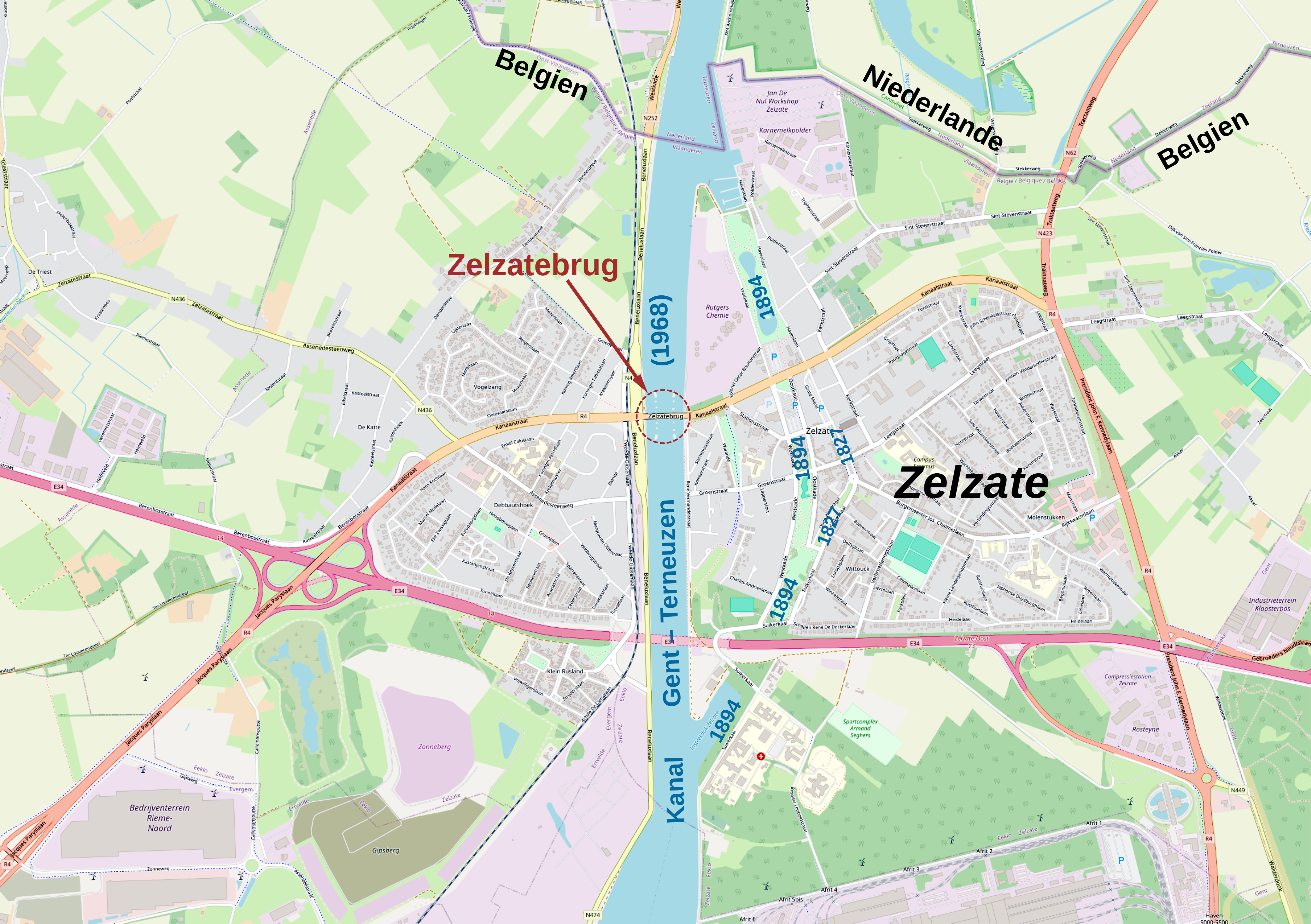
Lage der Zelzatebrug über den Kanal Gent–Terneuzen, die alten Verläufe des Kanals sind noch im Stadtraster erkennbar (markiert mit den Jahreszahlen 1827 und 1894)

Über die Zelzatebrug verläuft der nördliche Ausläufer der Ringautobahn R4, die um den Hafen von Gent führt. Für die belgische Autobahn 11 (A11) wurde zeitgleich zur Brücke der Zelzatetunnel gebaut, der etwa 900 m flussauf den Kanal Gent–Terneuzen unterquert. Der Ring R4 hat östlich und westlich von Zelzate Anschluss an die A11.

## Beschreibung

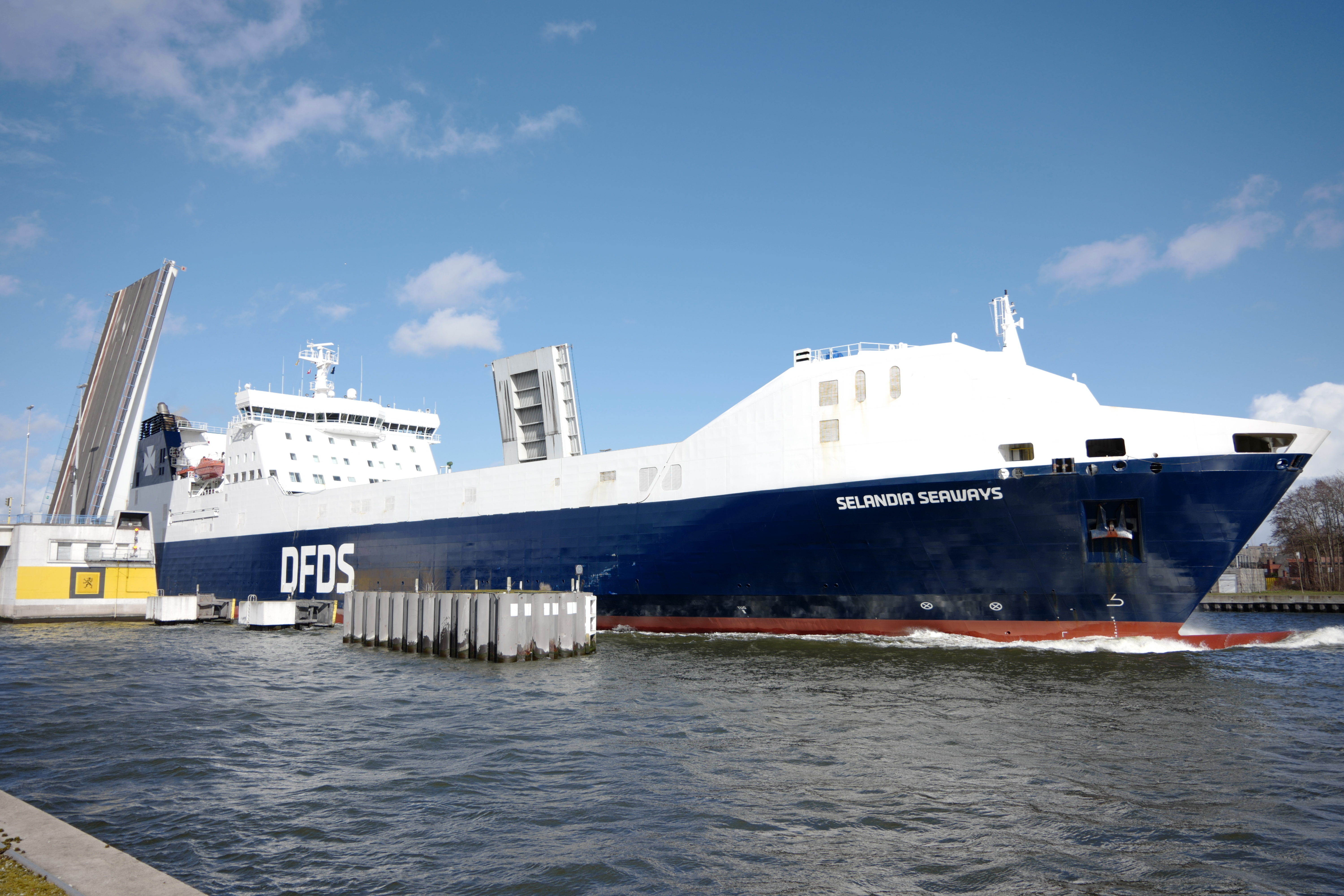
Das RoRo-Schiff Selandia Seaways passiert die geöffnete Brücke, 2019

Die Zelzatebrug ist eine doppelte Klappbrücke mit tiefliegenden Gegengewichten (Zapfenbrücke). Die 21 m breiten Klappen sind aus zwei gevouteten Stahl-Hohlkastenträgern aufgebaut, wobei die Länge zwischen Drehzapfen und Klappenende in der Literatur mit 31 m angegeben wird. Daraus ergibt sich eine Spannweite von 62 m für die Klappbrücke, die von zwei festen Brückenfeldern aus Stahlbeton von je etwa 35 m flankiert wird; die Gesamtlänge der Zelzatebrug beträgt etwa 165 m.
Die lichte Höhe beträgt unterhalb der geschlossenen Klappbrücke 8,25 m und die Durchfahrtsbreite 60 m. Unter den seitlichen Balkenbrücken steht eine lichte Höhe von 6,5 m zur Verfügung. Die Zufahrt auf der Westseite hat eine Unterführung für die parallel zum Kanal verlaufende N474 sowie beidseitig Zufahrtsrampen zum Ring 4. Darauf folgen zwei weitere Unterführungen für eine Bahnstrecke und die Straße Tweede-Gidsenlaan.
Jede Klappe wird über je zwei 700-kN-Hydraulikzylinder angetrieben, die Steuerung erfolgte bis 2024 von einem Kontrollhaus am Westufer aus und wurde dann in die Nautische Zentrale Terneuzen (Nautische Centrale Terneuzen, ehemals Verkeerspost Terneuzen) verlegt, von wo aus seit 2010 auch die beiden Drehbrücken auf niederländischer Seite bedient werden.